# حروب جنوب إفريقيا (1879-1915)

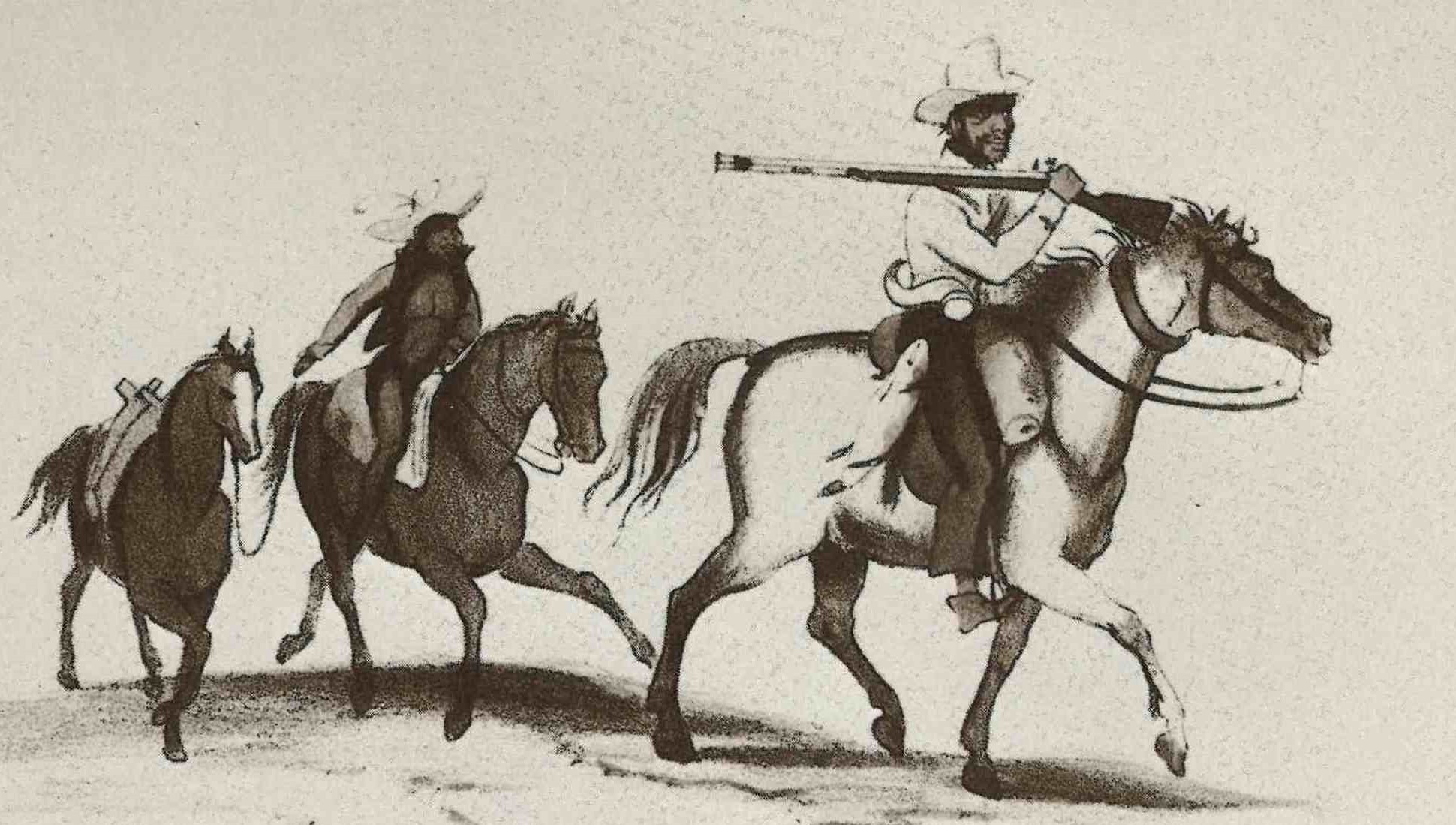
رسم تخطيطي لجندي غير معروف. ميليشيا جنوب أفريقيا.

أدت التوترات العرقية والسياسية والاجتماعية بين قوى الاستعمار الأوروبية والأفارقة الأصليين والمستوطنين الإنجليز والهولنديين إلى نزاع مفتوح تجلى في سلسلة من الحروب والثورات التي نشبت بين عامي 1879 و1915 وتركت آثارًا ما تزال ظاهرة في كامل منطقة إفريقيا الجنوبية. كان السعي إلى تحقيق مكاسب الإمبراطورية التجارية إلى جانب المطامح الفردية، لا سيما بعد اكتشاف الألماس (1867) والذهب (1886)، من العوامل الرئيسية التي أفضت إلى هذه التطورات.
عادةً ما تُدرَس الحروب العديدة لهذه الفترة كل على حدة، على اعتبارها نزاعات مستقلة عن بعضها البعض. وتتضمن كلًا من حربي الأنجلو بوير الأولى والثانية، والحرب الإنجليزية الزولوية، والحرب الإنجليزية البيدية، وحرب أسلحة الباسوتو، وحرب الجبهة التاسعة، وغيرها. إلا أنه من البنّاء أيضًا أن تُرى هذه الحروب على أنها انفجارات ضمن موجة تغيير ونزاع كانت أكبر بكثير وأثرت في كامل شبه القارة: بدأت بـ«حروب الاتحاد الكونفدرالي» في سبعينيات وثمانينيات القرن التاسع عشر، ثم تصاعدت مع صعود سيسل رودس والكفاح للسيطرة على موارد الذهب والألماس، ليؤدي كل ذلك إلى نشوب حرب الأنجلو بوير الثانية واتحاد جنوب إفريقيا في عام 1910.

## الأقاليم
مع بدء القوى الأوروبية –البوير الهولنديين والبريطانيين على وجه التحديد- بالمطالبة بأجزاء من جنوبي إفريقيا، بات واضحًا أن التوسع كان ضرورة في سبيل الحفاظ على المكانة السياسية. أخذ تعقيد العلاقات والحدود بين هذه القوى يتزايد بشدة، فلم ينحصر أثرها في القوى المتنازعة وحسب، بل امتد ليطال الشعوب الأصلية والأرض في حد ذاتها.
بحلول عام 1880، كان ثمة أربع مناطق أوروبية مسيطرة: مستعمرة كيب وناتال اللتان كانتا تحت السيطرة البريطانية إلى حد ما، وترانسفال (جمهورية إفريقيا الجنوبية) ودولة أورانج الحرة اللتان كانتا جمهوريتين مستقلتين تخضعان لسيطرة البوير. كانت هذه المستعمرات وقادتها السياسيون أكثر الأطراف أهمية وتأثيرًا آنذاك، وانحلت جميعها في نهاية المطاف لتشكل الاتحاد الأوحد لجنوب إفريقيا في مايو 1910.

### مستعمرة كيب

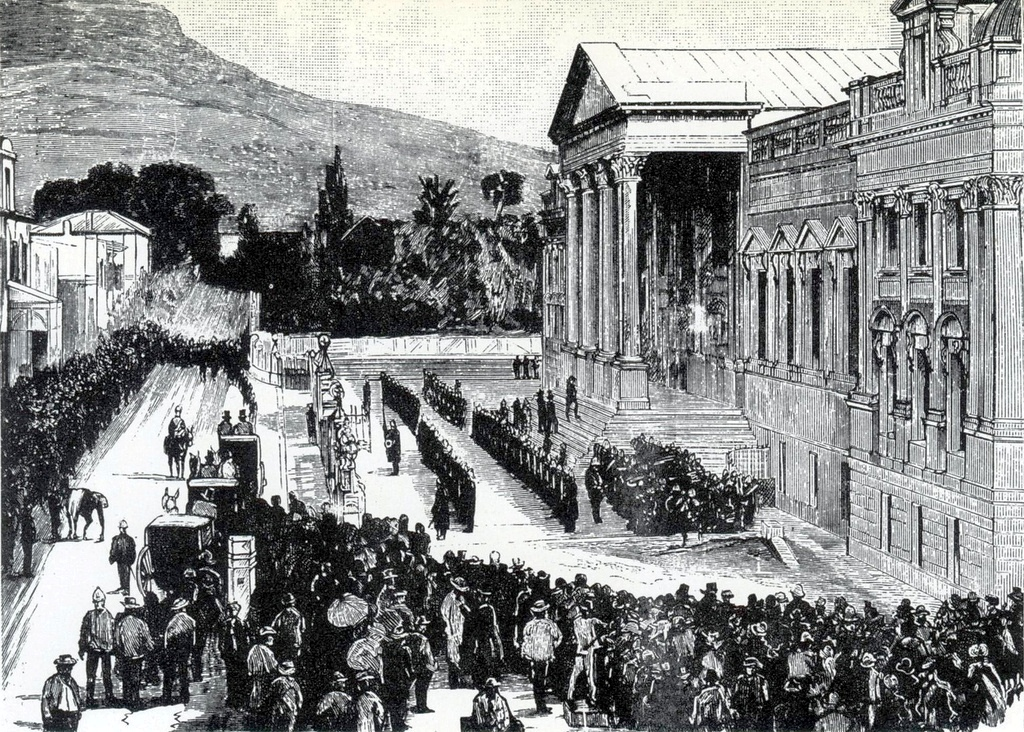
افتتاح برلمان كيب (1885).

تأسست مستعمرة كيب بواسطة شركة الهند الشرقية الهولندية في عام 1652. وفي عام 1795، استولى البريطانيون عليها، لتمنحهم هولندا ملكيتها رسميًا في عام 1815. في هذا الوقت، كانت مستعمرة كيب تمتد على 100,000 ميل مربع (260,000 كيلومتر مربع) ويقطنها نحو 26,720 شخصًا من نسب أوروبي، كانت الأغلبية النسبية فيهم ما تزال لذوي الأصول الهولندية، أما البقية فكانوا من نسل جنود وبحارة ألمان التحقوا بخدمة الإدارة السابقة لشركة الهند الشرقية الهولندية، إضافة إلى عدد كبير من اللاجئين الهوغونوتيين الفرنسيين الذين استوطنوا هناك بعد فرارهم من الاضطهاد الديني في وطنهم. كان بعض سكان المستعمرة الموجودين قد أصبحوا رعويين أنصاف بدو عُرفوا باسم البوير المهاجرين (بالإنجليزية: trekboers) وكانوا يغامرون مرارًا بتجاوز حدود كيب. أدى ذلك إلى توسع في حدود المستعمرة وصدامات مع قبيلة الكوسيين على المراعي في جوار نهر السمك الكبير. بدءًا من عام 1818، أدخِل آلاف من المهاجرين البريطانيين بواسطة حكومة الاستعمار لدعم القوة العاملة الأوروبية المحلية والمساعدة على إعمار الحدود بالسكان بمثابة وسيلة دفاع إضافية ضد الكوسيين.
بحلول عام 1871، باتت كيب أكبر دول المنطقة وأكثرها قوة. أقيمت حدودها الشمالية عند نهر أورانج، وكانت بريطانيا قد سلمت إدارة باسوتولاند أيضًا. إضافة إلى ذلك، كانت كيب الدولة الوحيدة في المنطقة (رسميًا على الأقل) التي تعطي جميع الأعراق حقوقًا متساوية، إذ طبقت نظام حق دستوري غير عرقي –وكان ذلك أمرًا غير معتاد في عالم القرن التاسع عشر المتزمت- يكون جميع الناخبين على أساسه مؤهلين للانتخاب بشكل متساوٍ، بصرف النظر عن العرق. غير أنها ظلت من الناحية العملية دولةً خاضعة للسيادة الأوروبية، رغم نجاحها عام 1872 في كسب درجة من الاستقلال عن الإمبراطورية البريطانية، حين أسست بنجاحٍ نظام «الحكومة المسؤولة». انتهجت حكومتها أول الأمر سياسةً قامت على تجنب المزيد من عمليات الإلحاق بهدف التركيز على التنمية الداخلية، لكن حروب جنوب إفريقيا ضمنت لها أن تُلحق عدة مناطق محيطة بها: غريكوالاند الشرقية في عام 1874، وغريكوالاند الغربية في عام 1880، وجنوب بيتشوانالاند في عام 1895.
في نهاية حروب جنوب إفريقيا، قامت الوحدة بين مستعمرة كيب وناتال ودولة أورانج الحرة وترانسفال. أصبحت مستعمرة كيب عضوًا في اتحاد جنوب إفريقيا عام 1910، وهي اليوم مقسومة بين ثلاث من المقاطعات الحالية لجنوب إفريقيا.

### الحرب الإنجليزية البيدية

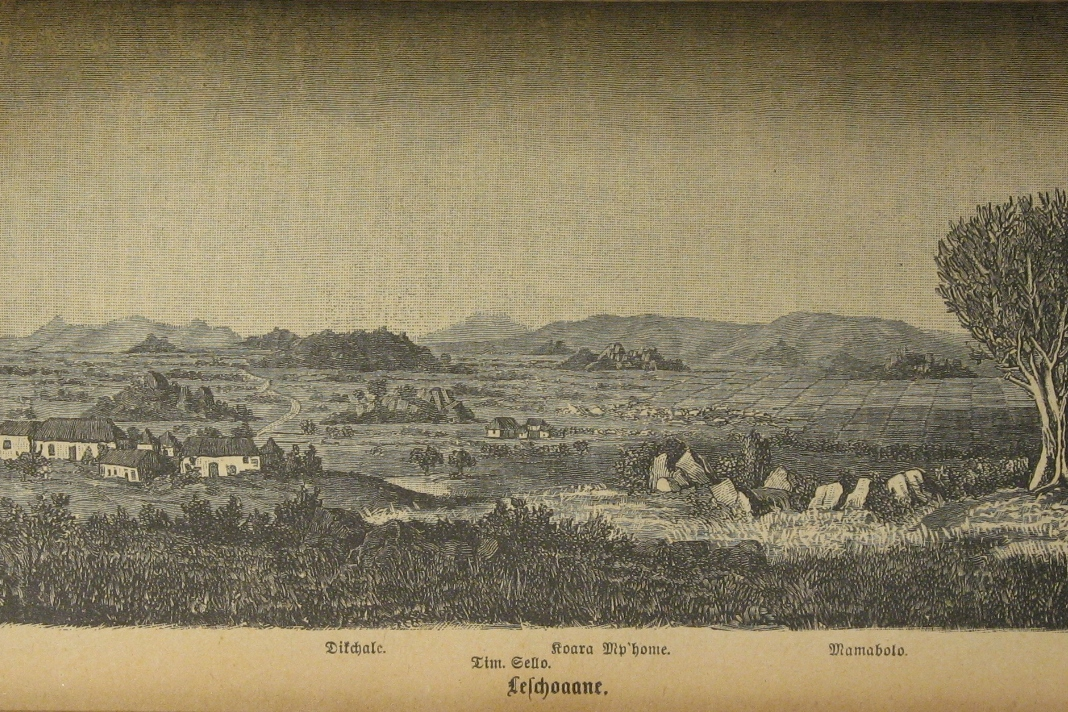
مكان المهمة في ترانسفال في 1886.

في أرض قبائل السوثو الشمالية المحلية الأصلية ووطنها، خيضت ثلاث حملات منفصلة ضد سيخوخوني، الملك والحاكم الأعلى للشعوب البيدية. وقد نشبت حرب سيخوخوني الأولى في عام 1876 على يد البوير، فيما شن البريطانيون حملتي حرب سيخوخوني الثانية المستقلتين في عامي 1876 و1879. اعتبر سيخوخوني منطقة سيخوخونيلاند مستقلة وغير تابعة لجمهورية ترانسفال، ورفض أن يسمح لعمال المناجم من مناجم الذهب في بلدة بيلغريمز ريست بالعمل ضمن جانبه من نهر ستيلبورت.
وكان من شأن عدم قدرة جمهورية إفريقيا الجنوبية (أو جمهورية ترانسفال)، في حكم الرئيس فرنسوا بورغرز، على تحقيق انتصار حاسم في حرب سيخوخوني أن أعطى البريطانيين الفرصة لإلحاق ترانسفال في عام 1877. بعد ذلك بفترة قصيرة، أعلنت بريطانيا الحرب على سيخوخوني، الملك والحاكم الأعلى للشعوب البيدية. وبعد ثلاث محاولات فاشلة، تعرض آخر الأمر للهزيمة أمام فوجين بريطانيين بقيادة السير غارنت ولسلي يساندهما 8000 من أفراد شعوب سوازي وقوات مساعدة أخرى. قُتل الكثير من الجنود البيديين، ومن بينهم وريث سيخوخوني، مورواموتشي، وثلاثة من إخوته. وقد كبدت الحرب الإنجليزية البيدية جيوش البريطانيين والبوير كليهما خسائر فادحة عدا عما قاساه الجنود من معاناة.
بحلول سبعينيات القرن التاسع عشر، كانت ترانسفال تنهار تحت حكم البوير. وفي عام 1877، مع انطلاق حروب جنوب إفريقيا، ألحق البريطانيون تحت قيادة ثيوفيلوس شيبستون هذه الدولة، فأرغِم البوير على التخلي عن استقلالهم مقابل منحة حكومية ضئيلة. لم يكن من الهزيمة التي ألحقها البريطانيون بالسكان الأصليين المحليين من أجل بسط سيطرتهم على المزيد من الأراضي في عام 1879 إلا أن قللت من المنافسة التي يتعين على البوير أن يقلقوا حيالها ومكنتهم من التركيز على استعادة ترانسفال. وفي عام 1881، ثار البوير لينجم عن ذلك نشوب حرب الأنجلو بوير الأولى. في هذه الحرب، استعاد البوير السلطة، إلا أن البريطانيين منعوا عنهم أي إمكانية للتوسع أو التحالف. ومع اكتشاف الألماس نحو عام 1885 في غريكوالاند، ناضلت ترانسفال الغربية مع كيب والدولة الحرة من أجل الأرض، لكن دون جدوى.
في نهاية حروب جنوب إفريقيا، ألحِقت ترانسفال باتحاد جنوب إفريقيا الذي قام في عام 1910.